# یواس‌اس سیمن (دی‌دی-۷۹۱)
یواس‌اس سیمن (دی‌دی-۷۹۱) (به انگلیسی: USS Seaman (DD-791)) یک کشتی بود که طول آن ۳۹۰ فوت ۶ اینچ (۱۱۹٫۰۲ متر) بود. این کشتی در سال ۱۹۴۶ ساخته شد.